# Kalajoen hiekkasärkät
Kalajoen hiekkasärkät eller hietasärkät är en strand i Finland. Den ligger i Kalajoki i landskapet Norra Österbotten, i den centrala delen av landet, 500 km norr om huvudstaden Helsingfors.
Stranden har utvecklats till centrum för kommunens turism. I Kalajokis 400-årsskrift från 1925 frågar sig en skribent varför i all världen man reser till italienska Rivieran, då man har denna strand. Hiliman hotelli, den första inkvarteringsrörelsen vid stranden, öppnades fem år senare.